# 420 a. C.
El año 420 a. C. fue un año del calendario romano prejuliano. En el Imperio romano se conocía como el Año del Tribunado de Cincinato, Vulsón, Medulino y Atratino (o menos frecuentemente, año 334 Ab urbe condita).

## Acontecimientos
- Alcibíades intriga en el Peloponeso hasta lograr la alianza entre Atenas y Argos.
- Los samnitas de Capua conquistan Cumas, expulsando a los griegos.

## Nacimientos
- Iseo de Atenas, orador ático (m. 340 a. C.)

## Fallecimientos
- Calícrates
- Estesímbroto de Tasos